# 皮普里
24°11′N 83°00′E / 24.18°N 83.0°E
皮普里（Pipri），是印度北方邦Sonbhadra县的一个城镇。总人口13213（2001年）。

## 人口
该地2001年总人口13213人，其中男性7280人，女性5933人；0—6岁人口2010人，其中男1103人，女907人；识字率72.37%，其中男性为79.70%，女性为63.37%。